# Edmundo Marichal
Edmundo Marichal fue uno de los pioneros de la aviación nacional argentina. 

## Biografía
Entusiasta de la aviación, en 1915 Marichal inaugura un aeródromo-escuela y fábrica de aviones en el bañado de Quilmes, de los primeros y mejor equipados del país. Desde que se inició como constructor de aviones, Marichal probaba sus máquinas sin haber hecho el curso de piloto. Recién en 1917, en Quilmes, obtiene su brevet de vuelo número 131.
Al instalar su escuela de pilotos, Marichal contó con el exsargento del ejército Francisco Sánchez para la instrucción, uno de los mejores pilotos de la época. Además, también fueron instructores Pedro A. Garré, Celestino Corvellini y Manuel González.

### Reconocimiento
El 31 de diciembre de 1971, mediante la ley 19.422, se lo nombró como uno de los Precursores de la Aeronáutica Argentina en los términos de la Ley N° 18.559, por haber sido uno de los que "contribuyó con su esfuerzo a consolidar e impulsar la entonces incipiente Aeronáutica Nacional mediante su actuación como alumno, aviador o piloto de globo, o como personal técnico que posibilitó la operación aérea y realizó además tareas a bordo, participando de los mismos riesgos derivados de la actividad de vuelo"